# نهائي كوبا ليبرتادوريس 1974
نهائيات كوبا ليبرتادوريس 1974 كانت آخر مباراة ذهابًا وإيابًا لتحديد بطل كوبا ليبرتادوريس 1974. وخاضها النادي الأرجنتيني إندبندينتي والبرازيلي ساو باولو. أقيمت مباراة الذهاب في 12 أكتوبر في باكايمبو في ساو باولو بينما أقيمت مباراة الإياب في ملعب دوبلي فيزيرا في أفيانيدا في 16 أكتوبر.
بعد فوز كلا الفريقين في مباراة واحدة، أقيمت مباراة فاصلة في ملعب ناسيونال دي سانتياغو في 19 أكتوبر. تُوِّج إندبندينتي بطلاً بعد فوزه على ساو باولو 1-0، محققاً كأسه الخامس.

## الفرق المتأهلة
| فريق        | مشاركات سابقة (الخط الغليظ يشير إلى فوز) |
| ----------- | ---------------------------------------- |
| ساو باولو   | -                                        |
| انديبندينتي | 1964 ، 1965 ، 1972 ، 1973                |